# Antiqua
Pour les articles homonymes, voir Antiqua (homonymie).

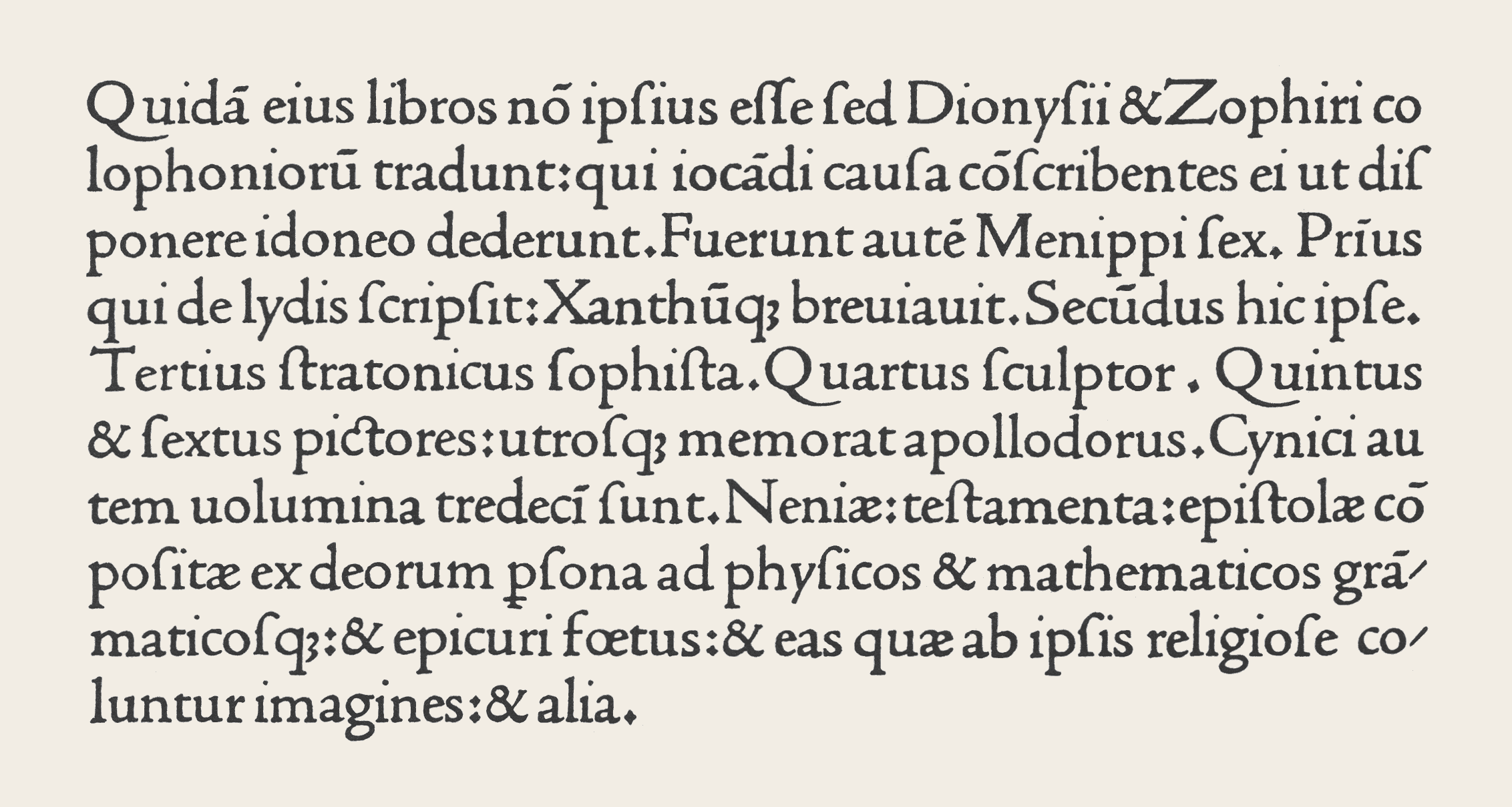
Nicolas Jenson, Laertius, imprimé à Venise en 1475

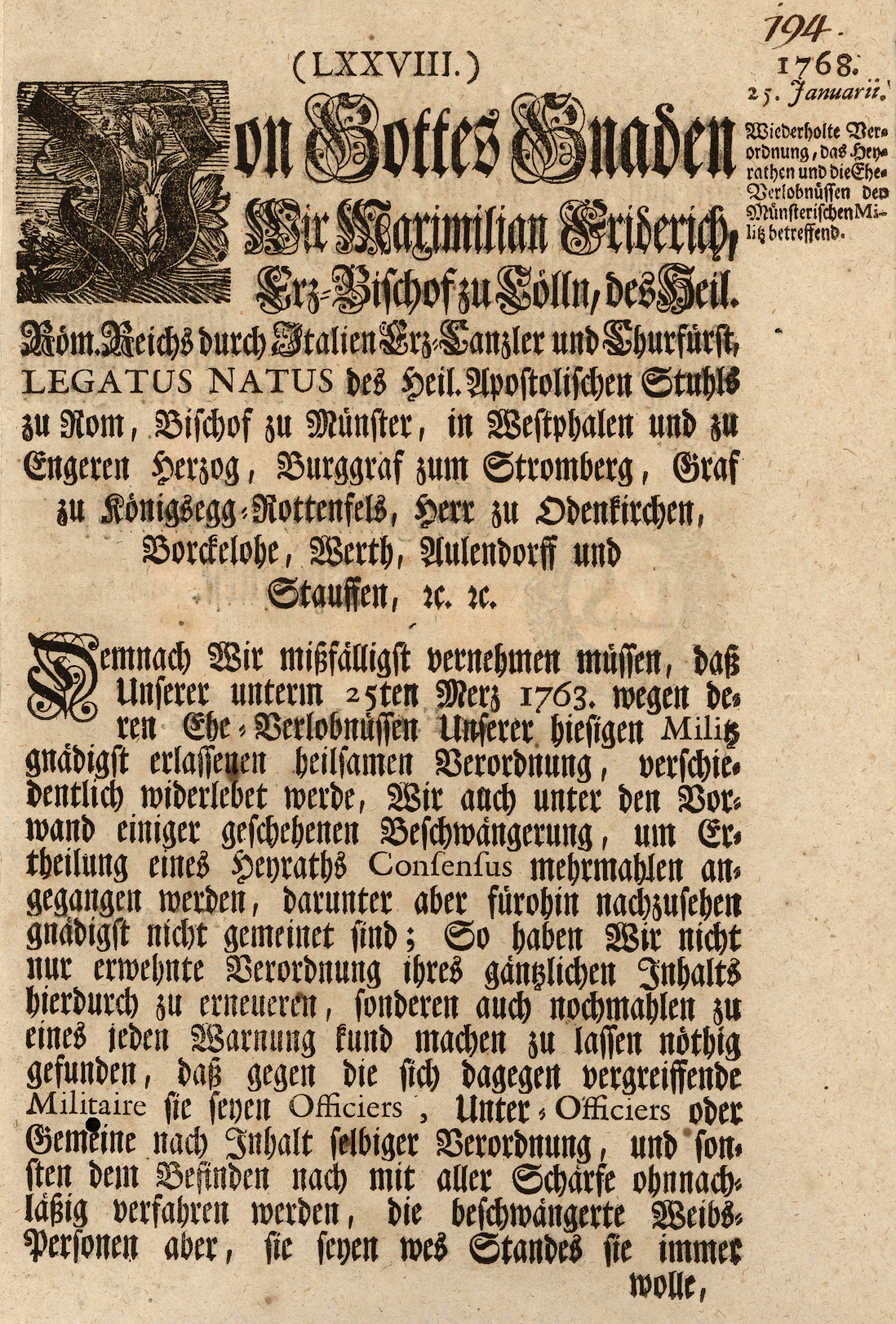
Texte allemand en Fraktur comportant des mots étrangers (latin, français) en Antiqua.

En écriture et typographie, Antiqua (de littera antiqua, « lettre antique ») est l’appellation globale de toutes les écritures, cursives et typographiques, dérivées de la capitale romaine et de la minuscule caroline, qui ont été créées et utilisées à partir de la Renaissance. Il s’agit donc des caractères majoritairement utilisés en Occident.

## Histoire
Le terme « Antiqua » fait référence au retour à l’antiquité romaine voulu par les humanistes de la Renaissance et en particulier dans le dessin des caractères typographiques, épuré et lisible, inspiré de la capitale romaine, après les excès des écritures du Moyen Âge, resserrées et chargées de ligatures et d’abréviations. L'Antiqua est souvent restreint aux premiers caractères créés par des imprimeurs, comme Nicolas Jenson ou Francesco Griffo, entre 1470 et 1600, donc assimilé à la famille des humanes de la classification Vox-Atypi, mais il est généralement étendu à tous les types ultérieurs.
Il ne faut pas le confondre avec le terme français d'« antique », qui selon la classification établie par Francis Thibaudeau, désigne les familles de caractères sans empattements, ou selon la classification Vox, les linéales.
Antiqua a été utilisé spécifiquement par opposition aux écritures cursives et typographiques dites « gothiques », ou globalement Fraktur, nées à la fin du Moyen Âge et qui ont continué d’être utilisées en Allemagne et dans les pays germaniques jusqu’au XXe siècle. Les Fraktur, ainsi nommées en raison de leur aspect « brisé », sont caractérisées par leur forme verticale, raide et anguleuse, et de forts contrastes entre pleins et déliés par le tracé d’origine au calame.
Elles n’en sont pas moins des caractères latins, ayant la même origine que les Antiqua, mais en différant seulement par leurs formes. Les Antiqua, bien que pouvant avoir des formes extrêmement variables, ont une apparence plus ronde due à leurs courbes affirmées et des contrastes de graisse moins marqués.
La querelle Antiqua-Fraktur agita l’Allemagne tout au long du XIXe siècle et la première moitié du XXe siècle, ce qui justifie l’usage important du terme Antiqua dans ce pays, alors que pour d’autres pays, il ne présente guère de signification, se confondant avec l’ensemble des écritures et typographies. Un décret de Martin Bormann, sur la volonté d’Adolf Hitler, en 1941, met fin à l’usage officiel des Fraktur, et l'Antiqua prend progressivement la première place en Allemagne comme dans le reste des pays occidentaux.